# Shenandoah (folyó)
A Shenandoah (IPA: [ʃɛnənˈdoʊə]) a Potomac folyó egyik jobb oldali mellékfolyója. az Amerikai Egyesült Államokban, Virginia és Nyugat-Virginia államokban. Hossza 241 km.

## Neve
Nevét valószínűleg egy indián törzsfőnökről kapta, jelentése csillagok csodálatos leánya.

## Futása
A North Fork és South Fork folyók összefolyásából keletkezik Front Royal település közelében, az Appalache-hegységben. Főleg északkeletnek tart. Harpers Ferrynél torkollik a Potomacba.

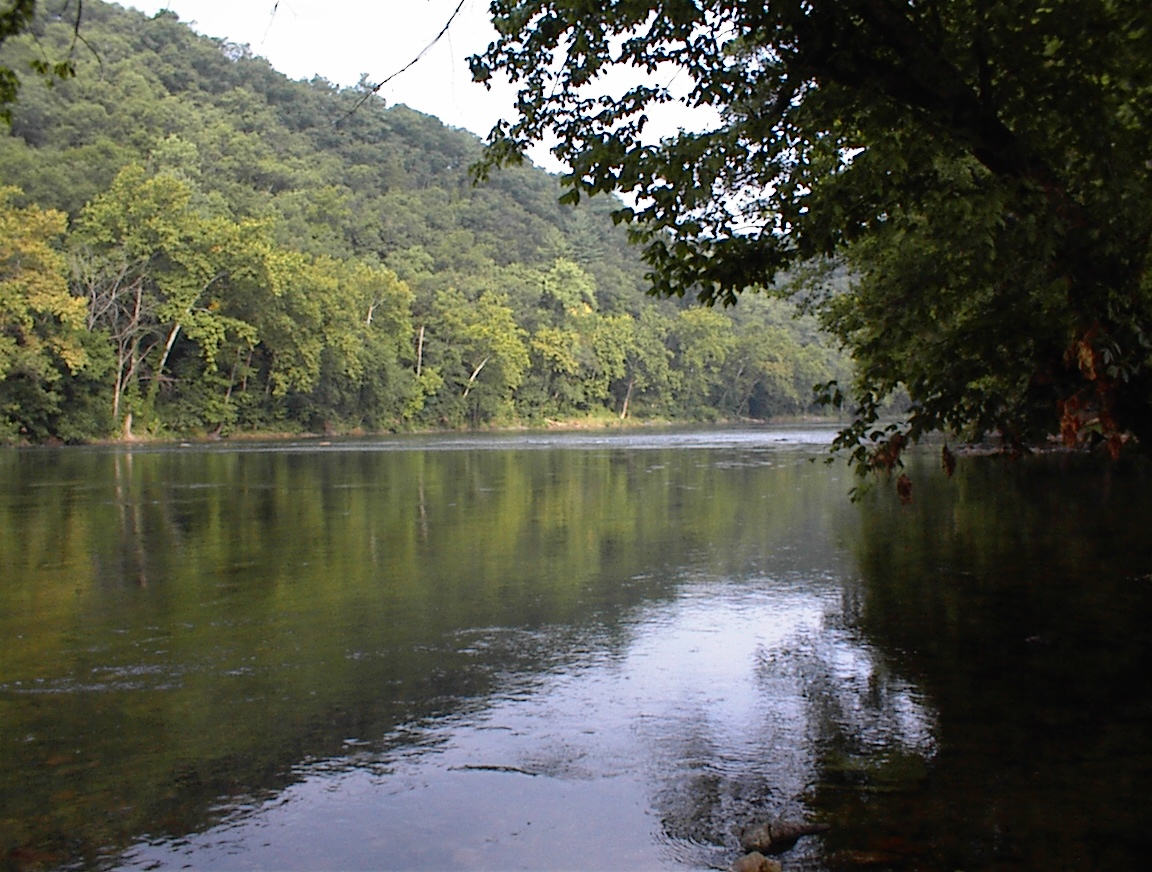
A Shenandoah folyó

## Külső hivatkozások
- Virginia Department of Game and Inland Fisheries - South Fork (angolul)
- Virginia Department of Environmental Quality - Fish Kill Task Force (angolul)
- Shenandoah Valley Pure Water Forum (angolul)
- Potomac Watershed (angolul)
- Friends of the North Fork Shenandoah River (angolul)